# Робин Гуд — король разбойников
«Робин Гуд — король разбойников» (фр. Le Prince des voleurs) — историко-приключенческий роман французского писателя Александра Дюма-отца, впервые опубликованный в 1872 году. Создан на основе книги Пирса Игана-младшего. Его продолжением стал роман «Робин Гуд в изгнании».

## Сюжет и история текста
Действие романа происходит в средневековой Англии. Её главный герой — легендарный разбойник Робин Гуд, который обрёл популярность во Франции (как и в остальной Европе) благодаря роману Вальтера Скотта «Айвенго». Здесь Робин оказывается наследником графов Хантингдон, объявленным вне закона из-за козней шерифа Ноттингемского. Книга была впервые опубликована уже после смерти Дюма, в 1872 году. Она представляет собой адаптированный перевод романа Пирса Игана-младшего «Робин Гуд и Маленький Джон, или Весёлые люди из Шервудского леса». Возможно, Дюма вообще не участвовал в работе над книгой, согласившись только поставить под ней свою подпись. Многие исследователи называют настоящим автором Мари де Фернан, секретаря и любовницу Дюма, подписывавшуюся именем Виктор Персеваль (именно она подготовила в 1862 году перевод романа Скотта «Айвенго», который издатель приписал Дюма).
Продолжением «Короля разбойников» стал роман «Робин Гуд в изгнании», в котором главный герой погибает.